# Дновски рејон
Дновски рејон (рус. Дновский район) административно-територијална је јединица другог нивоа и општински рејон смештен у источном делу Псковске области, односно на западу европског дела Руске Федерације.
Административни центар рејона је град Дно. Према проценама националне статистичке службе Русије за 2015, на територији рејона је живело 11.840 становника или у просеку око 9,92 ст/км².

## Географија
Дновски рејон смештен је у источним деловима Псковске области. Обухвата територију површине 1.193,8 км², и по том параметру налази се на 20. месту међу 24 рејона у области. Ограничен је територијама Порховског рејона на западу и Дедовичког рејона на југу. На северу и истоку су Сољчански и Волотовски рејон Новгородске области.
Дновски рејон налази се на крајњем истоку Псковске области, у равничарском подручју у ком се Хиловска низија стапа са пространом Прииљмењском низијом. Цела територија рејона налази се у сливном подручју реке Шелоњ, односно у басену реке Неве. Поред Шелоња који тече северним делом рејона, најважније десне притоке ове реке на подручју Дновског рејона су Полонка, Љута и Белка са Дубенком.

## Историја
Дновски рејон као административно политичка јединица формиран је 1. августа 1927. године. У границе рејона укључени су делови територије Порховског рејона. У почетку Дновски рејон је припадао Псковском округу Лењинградске области, а од 1944. године и оснивања Псковске области налази се у њеном саставу.

## Демографија и административна подела
Према подацима са пописа становништва из 2010. на територији рејона је живело укупно 13.341 становника, док је према процени из 2015. ту живело 11.840 становника, или у просеку 9,92 ст/км². По броју становника Дновски рејон се налази на 16. месту у области и његова популација чини 1,83% од укупне рејонске популације.
| 1959.  | 1970.  | 1979.  | 1989.  | 2002.  | 2010.  | 2015.   |
| ------ | ------ | ------ | ------ | ------ | ------ | ------- |
| 30.043 | 25.523 | 22.025 | 20.000 | 16.048 | 13.341 | 11.840* |

Напомена:* Према процени националне статистичке службе. 
Према подацима са пописа из 2010. на подручју рејона постоји укупно 146 села (од којих је њих 31 било без становништва) међусобно подељених у 3 трећестепене општине (једну градску и две сеоске). Једино градско насеље у рејону је град Дно, административни центар рејона у којем живи готово 70% од укупне рејонске популације.

## Привреда и саобраћај
Индустријска производња рејона сконцентрисана је у граду Днову где се налазе два металопрерађивачка постројења. У пољопривреди доминира месно и млечно сточарство.
Дновски рејон је важно саобраћајно чвориште у којем се секу железнички правци Бологоје—Псков (у смеру исток-запад) и Санкт Петербург—Витепск (у смеру север-југ).